# Гармонин, Сергей Викторович
Серге́й Ви́кторович Гармо́нин (род. 1 мая 1953) — советский и российский дипломат. Чрезвычайный и полномочный посол (2012).

## Биография
Окончил Московский государственный институт международных отношений (МГИМО) МИД СССР (1975) и Дипломатическую академию МИД СССР (1990). Владеет английским, бирманским и немецким языками. На дипломатической работе с 1975 года.
- В 1975—1981 и 1986—1988 годах — сотрудник Посольства СССР в Бирме.
- В 1990—1993 годах — первый секретарь Посольства СССР, затем (с 1991) России в Новой Зеландии.
- В 1994—1996 годах — заведующий Секретариатом заместителя министра иностранных дел, начальник отдела Департамента — Исполнительного секретариата МИД России.
- В 1996—2001 годах — советник-посланник Посольства России в Турции.
- В 2001—2004 годах — заместитель директора Департамента консульской службы МИД России.
- В 2004—2009 годах — генеральный консул России в Нью-Йорке (США).
- В 2009—2012 годах — директор Департамента специальной связи МИД России.
- В 2012—2016 годах — директор Департамента кадров МИД России.
- С 9 декабря 2016 года — чрезвычайный и полномочный посол Российской Федерации в Швейцарии и в Лихтенштейне по совместительству[1][2].

## Дипломатический ранг
- Чрезвычайный и полномочный посланник 2 класса (2 июля 1998)[3]
- Чрезвычайный и полномочный посланник 1 класса (25 декабря 2002)[4]
- Чрезвычайный и полномочный посол (10 февраля 2012)[5]

## Награды и почётные звания
- Орден Александра Невского (11 февраля 2023) — за большой вклад в реализацию внешнеполитического курса Российской Федерации и многолетнюю добросовестную дипломатическую службу[6].
- Орден Почёта (11 июля 2018) — за большой вклад в реализацию внешнеполитического курса Российской Федерации и многолетнюю добросовестную работу[7].
- Орден Дружбы (8 мая 2013) — за большой вклад в реализацию внешнеполитического курса Российской Федерации и многолетнюю добросовестную работу[8].
- Знак отличия «За безупречную службу» ХХХ лет (11 февраля 2008) — за большой вклад в реализацию внешнеполитического курса Российской Федерации, многолетнюю безупречную дипломатическую службу[9].
- Благодарность президента Российской Федерации (28 апреля 2011) — за многолетнюю добросовестную работу и безупречное выполнение служебных обязанностей[10].
- Почётный работник Министерства иностранных дел Российской Федерации (2003).